# リュディガー・バルダウフ
リュディガー・バルダウフ（Rüdiger Baldauf、1961年1月31日 - 、ノルトライン＝ヴェストファーレン州ベンスバーグ生まれ）は、ドイツのジャズ・ミュージシャン、トランペット奏者、作曲家、編曲家である。

## 略歴
- 1980年：ベルギッシュ・グラートバッハのニコラウス・ クザーヌス・ギムナージウム（Nicolaus Cusanus Gymnasium）の中学校に在学。
- 1981年-1985年：ケルン音楽院
- 1985年-1988年：ベルリンのヘルベルト・フォン・カラヤン財団におけるクラシック・トランペットの奨学金保有者（教授：ロバート・プラット、アック・バン・ルーイエン）

バルダウフはジェームス・ブラウン、ライザ・ミネリ、シール、シャーリー・バッシー、マイケル・ブーブレと共演し、メイシオ・パーカー、ジョー・ザヴィヌル、シャーリー・バッシー、ウド・ユルゲンスとツアーを行った。
- 1989年-1999年：ケルン音楽院のジャズ・トランペットの教授を務める。
- 1999年-2002年：ユナイテッド・ジャズ+ロック・アンサンブルのメンバー[2]
- 1992年-2010年：ポール・キューン・オーケストラのメンバー
- 1992年-2010年：ドイツのさまざまなビッグバンド、特にWDRビッグ・バンド・ケルンのレギュラー・ゲスト

1980年代後半から1990年代にかけて、バルダウフは100枚に及ぶスタジオ・アルバムに貢献した。また、『RTL Samstag Nacht』と呼ばれる最初のドイツのコメディー・テレビ番組のバンドであったRTLオールスターズのメンバーを務めた。
2003年以来、バルダウフは、シュテファン・ラープのトゥナイト・ショー『TV total』において「heavytones」というバンドでトランペットを演奏している。
2010年6月、バルダウフは『Own Style』というタイトルの最初のソロ・アルバムを発表した。ティル・ブレナー、ニルス・ラングレン、アック・バン・ルーイエン、アンディ・ヘイデアー、マックス・ムツケなどの著名なゲストが参加した。

## 音楽
バルダウフはクラシックの教育を修了したが、幼い頃からジャズ、ファンク、ソウルを好んだ。彼はレナード・バーンスタインの『ウエスト・サイド物語』や、マウリシオ・カーゲルのノイエ・ムジークでファースト・トランペットを担当していた。

## ディスコグラフィ

### リーダー・アルバム
- Own Style (2010年、Mons)
- Trumpet Night (2012年、Mons)
- Vocal Night (2013年、Brother)
- Jackson Trip (2017年、Mons)

### 参加アルバム
- エディ・ハリス : Last Concert (1994年) ※with the WDR Big Band Köln
- ジャンナ・ナンニーニ : Profumo (1996年)
- バーナード・パーディ : Soul to Jazz (1999年)
- ウォルフガング・ハフナー : Music (2000年)
- ノー・エンジェルス : When the Angels Swing (2002年)
- ポール・キューン/ベルト・ケンプフェルト : Remember When (2003年)
- シール : 『ワン・ナイト・トゥ・リメンバー』 - One Night to Remember (2006年)